# Ácido asparagúsico
El ácido asparagúsico es un compuesto orgánico que posee grupos azufrados. Su fórmula molecular es {\displaystyle {\ce {C4H6O2S2}}}, su nombre sistemático de IUPAC ácido 1,2-ditiolano-4-carboxílico.  
La molécula consiste en un grupo funcional disulfuro heterocíclico (un 1,2-ditiolano) con una cadena lateral de ácido carboxílico.  
En la naturaleza, se encuentra en cantidades significativas en los espárragos (Asparagus officinalis) y de ahí su nombre.
Al consumir cantidades sensibles de espárragos y digerirlos, se producen una serie de compuestos químicos.
El ácido asparagúsico contenido en los espárragos se metaboliza en el organismo en metilmercaptano (también conocido como metanotiol, es un miembro de una familia de compuestos químicos orgánicos con la forma R-SH, que se libera en la orina y tiene un fuerte olor característico. Se ha comprobado que, si bien esta metabolización la hacen todos los cuerpos humanos, la capacidad olfativa de detectar este olor viene determinada genéticamente.
También se producen en el cuerpo, por la digestión, una serie de volátiles derivados del azufre, algunos ejemplos son: el sulfuro de dimetilo, el disulfuro de dimetilo, el dimetilsulfóxido y el metilsulfonilmetano. Estos productos también son desechados por vía urinaria y poseen un olor desagradable que es detectado rápidamente.
La combinación de metilmercaptano con los volátiles azufrados es la que origina el característico olor que se detecta al orinar tras comer espárragos.

## Efecto sobre la orina
A lo largo del tiempo se han registrado observaciones de que el consumo de espárragos produce un cambio detectable en el olor de la orina. En 1702, Louis Lémery notó "un olor potente y desagradable en la orina",  mientras que John Arbuthnot notó que "los espárragos... afectan la orina con un olor fétido".  Benjamin Franklin describió el olor como "desagradable",  mientras que Marcel Proust afirmó que los espárragos "transforman mi orinal en un frasco de perfume".   Ya en 1891, Marceli Nencki había atribuido el olor al metanotiol.  El olor se atribuye a una mezcla de metabolitos del ácido aspártico que contienen azufre. 
El origen de la orina del espárrago es el ácido esparagúsico, una sustancia exclusiva de esta hortaliza.  La mayoría de los estudios sobre los compuestos responsables del olor de la orina de los espárragos han correlacionado la aparición de los compuestos anteriores con el consumo de espárragos; aparecen tan solo 15 minutos después del consumo.  Sin embargo, esto no proporciona información sobre los procesos bioquímicos que conducen a su formación.
El ácido espárrago y el ácido lipoico son similares en que ambos poseen un anillo de 1,2-ditiolano con un ácido carboxílico unido a él; de hecho, se ha informado que el ácido espárrago puede sustituir al ácido lipoico en sistemas de oxidación de α-cetoácidos como el ciclo del ácido cítrico.  El enantiómero ( R )-(+)- del ácido α-lipoico es un cofactor del complejo piruvato deshidrogenasa y es esencial para el metabolismo aeróbico. La vía de degradación del ácido lipoico ha sido bien estudiada e incluye evidencia de reducción del puente disulfuro, S -metilación y oxidación para producir sulfóxidos.  Transformaciones similares del ácido espárragúsico darían lugar a metabolitos como éste detectados en la orina de espárragos. Los trabajos sintéticos han confirmado la relativa facilidad de oxidación del ácido espárragúsico para producir S -óxidos del anillo de ditiolano.  La tasa de degradación parece muy variable entre sujetos; la vida media típica para la desaparición del olor es de alrededor de 4 h con una variabilidad entre sujetos del 43,4%. 
En la pequeña minoría de personas que no producen estos metabolitos después de consumir espárragos, la razón puede ser tan simple como que el ácido espárrago no es absorbido por el cuerpo desde el tracto digestivo  o que estos individuos lo metabolizan de tal manera que minimizan la liberación de productos volátiles que contienen azufre. 